# Gerard Tap
Gerardus  (Gerard) Tap (Den Haag, 27 januari 1900 – 1 januari 1980) was een Nederlands voetballer. Hij speelde als aanvaller voor ADO Den Haag. In 1928 speelde hij één wedstrijd voor het Nederlands elftal, onder bondscoach Bob Glendenning tegen Italië. De wedstrijd eindigde in 2–3. Hij was een broer van Wim Tap.